# Cinderella (Broadway-Musical)
Rodgers + Hammerstein’s Cinderella ist ein Musical mit Musik von Richard Rodgers und Gesangstexten von Oscar Hammerstein II in einer Fassung, für die Douglas Carter Beane zur Aufführung am Broadway 2013 neue Dialoge schrieb.

## Handlung

### I. Akt
Prinz Christopher, genannt Chris [orig.: Topher], ist nach dem Ableben seiner Eltern aus dem Internat im Ausland heimgekehrt, um den Thron zu übernehmen. Obgleich ein sympathischer und starker junger Mann, der ohne weiteres Riesen und Drachen quasi im Vorübergehen erledigt, grübelt er viel, besitzt keinerlei Selbstvertrauen und keine Vision für seine Regentschaft. Auch setzt der Verwalter des Reichs, Sebastian, alles daran, die Macht nicht aus der Hand zu geben; er übernimmt alle Entscheidungen und schwatzt Chris den königlichen Siegelring ab.
Auf seinem Ritt durchs Land begegnet Chris an einem Dorfbrunnen zum ersten Mal Cinderella. Sie reicht ihm zu trinken, ein erster Liebesfunken flammt auf, Chris und sein Gefolge ziehen weiter.
Nach dem Tod ihres Vaters wird Cinderella daheim von ihrer Stiefmutter, genannt Madame, tyrannisiert. (Madame: „Ich könnte mich totlachen. Sie sitzt bei der Asche [= cinder], und ihr Name ist Ella. Also nenne ich sie Cinder-Ella. Warum nur habe ich keine Freunde?“) Auch ihre beiden Stiefschwestern Charlotte und Gabrielle hacken auf Ella herum. In Gabrielles Fall ist die Feindschaft aber vorgetäuscht, heimlich sympathisiert sie mit Ella und träumt wie diese von Abenteuern in der großen Welt und von der Liebe. Gabrielles heimliche Zuneigung gilt Jean-Michel, einem jungen Mann mit sozialistischen Neigungen, der das Volk von Armut befreien will. Jean-Michels aufrührerischer Elan fällt aber schnell in sich zusammen, wenn Madame ihn herunterputzt oder er bei Hof fortgeschickt wird, als er dem jungen Prinzen sein Anliegen vorbringen will.
Auch die Untertanen, obwohl von Sebastian ausgebeutet und entrechtet, verlieren erschreckend schnell die Lust an Jean-Michels Thesen, als die neueste Nachricht auf dem Dorfplatz verkündet wird: Prinz Chris gibt einen Ball, um sich unter den Anwesenden eine Braut zu wählen. Alle tanzen voller Vorfreude herum und schnappen sich die ausgeteilten Einladungen. Auch Ella kann eine ergattern, doch die wird von Madame zerrissen.
Ella muss Madame und den Stiefschwestern helfen, sich auszustaffieren. Die drei fahren zum Ball, Ella bleibt traurig zurück – sie hätte gern den Prinzen wiedergesehen, hätte ihm gern die Augen über die Zustände im Land geöffnet und auch gern auf dem Ball getanzt. Da erscheint Marie, die verrückte Alte des Dorfes. Sie entpuppt sich als gute Fee, zaubert ein herrliches Ballkleid herbei und verwandelt einen Kürbis mit Mäusen, Dachs und Fuchs in eine goldene Kutsche mit Pferden und Lakaien. Darin bricht Ella zum Schloss auf.
Beim Hofball führt Madame mit Sebastians Hilfe ihre beiden Töchter dem Prinzen zu. Aber beide machen sich, Charlotte dreist-dämlich, Gabrielle hysterisch-nervös, mit komischem Ungeschick vor Chris unmöglich. Als Ella erscheint, erkennt Chris sie nicht wieder, ist von der schönen Fremden aber sofort fasziniert.
Ella nimmt den Saal nicht nur durch ihre Erscheinung, sondern auch durch ihr natürliches Wesen für sich ein. Sebastian lässt die Gesellschaft „Ridicule“ spielen, wobei es darauf ankommt, einander durch möglichst raffinierte Beleidigungen zu überraschen und zu übertrumpfen. Als die Reihe an Ella kommt, äußert sie stattdessen ganz aufrichtig Komplimente. Der überraschte Hofstaat übernimmt spontan Ellas ungewohnte Manieren und entdeckt entzückt, wie gut das tut: „Freundlichkeit!“ Nur Sebastian und Madame kochen vor Wut. Beim allgemeinen Walzer setzen sie alles daran, die Tanzenden so zu dirigieren, dass Ella und Chris, die wie magisch zueinander hingezogen sind, immer wieder voneinander getrennt werden.
Die gute Fee hat Ella eingeschärft, dass der Zauber um Mitternacht endet. Als die Uhr schlägt, bricht Ella hastig auf. Chris eilt ihr nach und sieht, wie Ella auf der Schlosstreppe einen Schuh verliert ... Doch Ella macht noch einmal kehrt, schnappt sich den Schuh und entflieht.

### II. Akt
Charlotte mokiert sich über die seltsame Fremde, in die sich der Prinz sofort verguckt hat. Chris und Gefolge jagen der Verschwundenen nach durch den nächtlichen Wald, doch Ella kann entkommen.
Daheim schwärmen Madame und die Stiefschwestern vom Ball und vom Prinzen und sind erstaunt, wie gut Ella das alles nachempfinden kann. Gabrielle erkennt: „Das warst du heute Abend!“ Sie verspricht, Ellas Geheimnis zu bewahren, und gesteht ihrerseits, dass sie statt den Prinzen lieber Jean-Michel heiraten will.
Als Chris im Land erneut eine allgemeine Einladung zum Hofbankett verkünden lässt, in der Hoffnung, die schöne Fremde werde wieder erscheinen, stellt Gabrielle sich krank. Sie wird jedoch von Madame mit Jean-Michel erwischt und verstoßen. Ella, die in Gabrielles Ballkleid zum Schloss will, gerät ebenfalls in Madames Fänge. Madame zerreißt das Kleid.
Abermals kommt die verrückte Marie zu Hilfe. Sie macht Ella Mut, ihren Wünschen treu zu bleiben und ihr Leben in die Hand zu nehmen. Marie zaubert eine Robe, noch schöner als die erste, und gläserne Schuhe.
Bei Hof wird Ella schon von Chris erwartet. Beide gestehen einander ihre Zuneigung. Jean-Michel und Gabrielle erscheinen bei Hof mit einer Menge Untertanen. Ella bewegt Chris, sein Volk anzuhören. Chris erkennt, dass es sich, anders als von Sebastian eingeflüstert, um gute, tüchtige Menschen handelt und dass sie ungerecht behandelt werden. Ermutigt von Ella, nimmt Chris seine Rolle als Regent an, beschließt zu Sebastians Entsetzen allgemeine Wahlen und nominiert selbst Jean-Michel für das neue Amt eines Premierministers. Da, als das Happy End fast vollzogen scheint, schlägt erneut die Uhr. Ella, die fürchtet, in Lumpen werde Chris sie nicht mehr wollen, eilt abermals fort. Auf der Schlosstreppe wiederholt sich die Szene vom ersten Mal, doch Ella zieht selbst ihren Schuh aus und stellt ihn auf die Stufen, ehe sie fortläuft.
Im ganzen Land stehen die Frauen Schlange zur Probe, doch keiner passt der gläserne Schuh. Ermutigt von Marie, gibt schließlich Ella sich dem Prinzen zu erkennen. Chris bittet sie, ihn zu heiraten. Ella vergibt Madame und wird Chris bei der Regentschaft zur Seite stehen. Bei der Hochzeit versetzt das Schlagen der Uhr die Anwesenden ein letztes Mal in Schrecken, doch Ella bekundet: „Alles cool!“

## Hintergrund
Siehe auch: Cinderella (TV-Musical, 1957)
Das Musical basiert auf der Geschichte von Aschenputtel, wie es insbesondere von Charles Perrault in seinem Märchen Cendrillon ou la Petite Pantoufle de verre erzählt wird. Rodgers und Hammerstein schrieben es für das Fernsehen; Star der Erstausstrahlung, die von über 100 Millionen Zuschauern verfolgt wurde, war 1957 Julie Andrews. Die Orchestrierung stammt von Robert Russell Bennett. Ende 1958 kam das Musical erstmals in leicht veränderter Form in London auf die Bühne, ab 1961 sind szenische Aufführungen in den USA dokumentiert. 1965 kam eine weitere TV-Produktion heraus mit Lesley Ann Warren in der Titelrolle und Celeste Holm als Gute Fee. Für diese Fassung wurde das Buch leicht überarbeitet und die Musik ergänzt, so für den Prinzen "Loneliness of Evening", eine ursprünglich für South Pacific komponierte und dann gestrichene Nummer.
Eine weitere, stärker überarbeitete Neufassung entstand 1997 wiederum für das Fernsehen, für den Sender Walt Disney Television. Unter den Produzenten war Whitney Houston, die selbst die Rolle der Guten Fee verkörperte. Mit Brandy Norwood stand eine afro-amerikanische Darstellerin als Cinderella vor der Kamera, Bernadette Peters (Stiefmutter) und Whoopi Goldberg als Königin waren weitere Stars. Die Ausstrahlung hatte 60 Millionen Zuschauer. Diese Fernsehfassung, mit neuen Songs wie "The Sweetest Sounds" und "There’s Music in You" wurde wiederum für Bühnenaufführungen eingerichtet.
Zum ersten Mal an den Broadway gelangte das Musical 2013 mit einem neuen Buch von Douglas Carter Beane, das mit Sebastian und Jean-Michel neue Figuren einführt, aus einer der Stiefschwestern Cinderellas Komplizin macht und die Liebe der Hauptfiguren stärker motiviert: Der Prinz erscheint hier als unerfahrener junger Mann auf der Suche nach seinem Platz in der Welt, Cinderella tritt aktiver für ihre Mitmenschen und ihre eigenen Ziele ein. Die offizielle Broadway-Premiere fand am 3. März 2013 statt mit Laura Osnes in der Titelrolle und Santino Fontana als Prinz. Die Orchestrierungen stammten von Danny Troob. Die Produktion wurde für neun Tony Awards nominiert und gewann in der Kategorie bestes Kostüm (Cinderellas Verwandlung auf offener Bühne gehört zu den Höhepunkten der Show). Cinderella lief bis Januar 2015 am Broadway, mit 41 Previews und 769 Vorstellungen. Die CD-Aufnahme in Originalbesetzung wurde 2013 veröffentlicht. Tournee-Produktionen durch die USA starteten 2014 und 2016.
Die Europa-Premiere der Broadway-Fassung fand am 31. Oktober 2018 im Münchner Prinzregententheater statt, mit Dialogen und Gesangstexten in deutscher Übersetzung von Jens Luckwaldt. Regie dieser Produktion der Bayerischen Theaterakademie August Everding führte Andreas Gergen, die musikalische Leitung hatte Joseph R. Olefirowicz. Eine weitere deutsche Produktion der Broadway-Fassung hatte am 25. Dezember 2020 an der Staatsoperette Dresden Premiere als Online-Stream (Regie: Geertje Boeden; musikalische Leitung: Christian Garbosnik).

## Musiknummern
Für die Neufassungen wurde die Musik neu arrangiert, wurden neue Instrumentalnummern geschaffen und die Position einzelner Nummern in der Dramaturgie des Stücks verändert. Vor allem aber wurden jeweils Songs gestrichen und neue hinzugefügt. Hierzu wurden Instrumentalteile neu textiert und auf Songs aus anderen Musicals sowie aus dem Archiv von Rodgers und Hammerstein zurückgegriffen.
Nachstehende Tabelle verdeutlicht die Änderungen (neue Songs farbig markiert).
| Originalfassung (1957)                                                                | "Enchanted Edition" (1997) | Broadway-Version (2013) |
| ------------------------------------------------------------------------------------- | --- | --- |
| 1. Overture                                                                           | | Overture |
| 2. Curtain Music Act I (The Prince is Giving a Ball)                                  | | |
|                                                                                       | 1. Prologue (Godmother, Chorus) | |
|                                                                                       | | 1. "The Fields Are Aglow In Autumn Yellow" (Ella, Chorus) Musik identisch mit "Loneliness of Evening"                                                       |
|                                                                                       | | 1a. Battle with the Giant |
|                                                                                       | | 2. "Me, Who Am I?" (Topher, Sebastian, Lord Pinkleton, Knights, Pageboys) [enthält auch Motive aus Orig. Nr. 3 & 9]                                         |
|                                                                                       | | 2a. Cinderella Enters |
|                                                                                       | | 2b. Topher Rides Off |
| 3. "The Prince Is Giving a Ball" (Herald, Townspeople)                                | 3. "The Prince Is Giving a Ball" (Lionel, Townspeople) – 3a. Playoff geänderter Text + stark erweiterte Fassung inkl. Variante von "Your Majesties" | 5. "The Prince Is Giving a Ball" / "Now Is the Time" (Sebastian, Jean-Michel, Lord Pinkleton, Madame, Ella, Crowd) neue Version, verschränkt mit neuem Song |
| 4. Cinderella March                                                                   | 1a. The Village [Cinderella March u. a.] | 3. Parade of Purchases (Cinderella March) |
|                                                                                       | 2. "The Sweetest Sounds" (Cinderella, Prince) | |
| 5. "In My Own Little Corner" (Cinderella)                                             | 4. "In My Own Little Corner" (Cinderella) | 4. "In My Own Little Corner" (Ella) |
|                                                                                       | | 4a. "In My Own Little Corner" – Tag (Ella, Topher) |
| 6. Change of Scene (The Prince is Giving a Ball)                                      | | |
| 7. "Your Majesties" (Chef, Steward, King, Queen)                                      | | 4a. "Your Majesty" (Lord Pinkleton, Topher) stark verkürzte Version                                                                                         |
| 7a. Your Majesties – Dance                                                            | 4a. Change of Scene (Your Majesties) | |
|                                                                                       | 4. Royal Scroll | |
| 8. "Boys and Girls Like You and Me" (King, Queen)                                     | 5. "Boys and Girls Like You and Me" (King, Queen)                                                                                                   | |
|                                                                                       | 6. "The Sweetest Sounds" – Reprise (Prince, Cinderella)                                                                                             | |
| 9. Change of Scene                                                                    | | |
| 10. "In My Own Little Corner" – Reprise (Cinderella) into                             | 7. "In My Own Little Corner" – Reprise (Cinderella) neue Textstrophe                                                                                | 7. "In My Own Little Corner" – Reprise / "Fol-De-Rol" (Ella, Marie)                                                                                         |
| "Fol-De-Rol" (Godmother)                                                              | 8. "Fol-De-Rol" (Godmother) | 5a. "Fol-De-Rol" – Scene Change (Marie) |
|                                                                                       | | 5b. Venetian Glass |
|                                                                                       | | 6. Off to the Ball (Cindereall March) (Madame, Gabrielle, Charlotte)                                                                                        |
| 11. "Impossible" (Cinderella, Godmother)                                              | 9. "Impossible" (Cinderella, Godmother) | 8. "Impossible" (Marie, Ella) |
| 12. The Transformation                                                                | 9a. The Transformation | 8a. Transformations |
| 13. "It’s Possible" (Cinderella, Godmother)                                           | 10. "It’s Possible" (Cinderella, Godmother, Company)                                                                                                | 8b. "It’s Possible" (Ella, Marie, Chorus) |
| 14. Entr’Acte                                                                         | 11. Entr’Acte | |
| 15. Curtain Music Act II                                                              | | |
|                                                                                       | | 8c. Into the Palace |
| 16. Gavotte                                                                           | 12. Gavotte | 9. Gavotte |
|                                                                                       | | 10. Ridicule (Lord Pinkleton, Ensemble) |
|                                                                                       | | 10a. Kindness |
|                                                                                       | 13. "Loneliness of Evening" (Prince) | 20. "Loneliness of Evening" (Topher, Ella) |
| 17. Cinderella’s Entrance                                                             | 14. Cinderella’s Entrance & Waltz | |
| 18. "Ten Minutes Ago" (Prince, Cinderella)                                            | 15. "Ten Minutes Ago" (Prince, Cinderella, Company)                                                                                                 | 11. "Ten Minutes Ago" (Topher, Ella) |
|                                                                                       | | 13. "Ten Minutes Ago" – Reprise (Ella, Topher, Guests) |
|                                                                                       | 15a. Playoff Polka & Underscore | |
|                                                                                       | | 14. Entr’Acte |
| 19. "Stepsister's Lament" (Joy, Portia)                                               | 16. "Stepsister's Lament" (Joy, Grace) | 15. "Stepsister's Lament" (Charlotte, Ladies of the Court) hier als Solonummer mit Chor; neuer Mittelteil aus Orig. Nr. 9, mit Text                         |
| 20. Waltz for a Ball (Chorus)                                                         | [Nr. 14, s. o.] | 12. Waltz for a Ball |
| 21. Waltz – Underscore                                                                | | |
| 22. "Do I Love You Because You're Beautiful?" (Cinderella, Prince)                    | 17. "Do I Love You Because You're Beautiful?" (Cinderella, Prince)                                                                                  | 26. "Do I Love You Because You're Beautiful?" (Topher, Ella)                                                                                                |
| 23. Twelve O’Clock                                                                    | 18. Twelve O’Clock | 13a. Finale – Act I |
| 24. Act III Prelude                                                                   | | |
| 25. Curtain Music Act III                                                             | | |
|                                                                                       | | 15a. Call to Arms (Lord Pinkleton, Topher) |
|                                                                                       | | 16. The Pursuit |
|                                                                                       | | 16a. "He Was Tall" (Ella) |
| 26. "When You're Driving Through the Moonlight" (Cinderella, Stepmother, Joy, Portia) | 20. "When You're Driving Through the Moonlight" (Cinderella, Stepmother, Joy, Grace)                                                                | 17. "When You're Driving Through the Moonlight" (Ella, Charlotte, Gabrielle, Madame)                                                                        |
| 27. "A Lovely Night" (Cinderella, Stepmother, Joy, Portia)                            | 21. "A Lovely Night" (Cinderella, Stepmother, Joy, Grace)                                                                                           | 18. "A Lovely Night" (Ella, Charlotte, Gabrielle, Madame)                                                                                                   |
|                                                                                       | | 18a. It Was You Tonight, Wasn’t It? |
| 28. "A Lovely Night" – Coda (Cinderella)                                              | 22. "A Lovely Night" – Reprise (Cinderella) | 19. "A Lovely Night" – Reprise (Gabrielle, Ella) |
| 29. Do I Love You Because You’re Beautiful? – Underscore                              | | |
| 30. "Do I Love You Because You're Beautiful?" – Reprise (Queen, Prince)               | 19. "Do I Love You Because You're Beautiful?" – Reprise (King, Queen, Prince)                                                                       | |
|                                                                                       | | 21. Announcing the Banquet: "The Prince Is Giving a Ball" – Reprise (Sebastian, Lord Pinkleton, Madame, Heralds)                                            |
|                                                                                       | | 21a. Madame Rips the Dress |
| 31. The Search                                                                        | 23. The Search | |
|                                                                                       | 23a. Manic Stepsisters Underscore | |
| 32. Transition to Palace                                                              | | |
|                                                                                       | | 23. The Banquet (Lord Pinkleton & Herald Trumpeters) |
|                                                                                       | | 23. Now is the Time (Underscore) |
|                                                                                       | | 24. "Now Is the Time" – Reprise / More Fol-De Rol (Jean-Michel, Gabrielle, Marie)                                                                           |
|                                                                                       | | 25. King Topher (Ensemble) |
|                                                                                       | | 26a. Midnight Again |
|                                                                                       | | 26b. Eight O’Clock and All Is Well (Lord Pinkleton) |
|                                                                                       | | 26c. Ella In Rags (Marie) |
| 33. The Slipper Fits                                                                  | 23b. The Slipper Fits (Cinderella, Prince) | |
|                                                                                       | | 27. The Proposal (Ella, Topher, Ensemble) |
| 34. Finale – The Wedding (Company)                                                    | | 28. The Wedding – Finale (Lord Pinkleton, Marie, Ensemble)                                                                                                  |
|                                                                                       | 24. "There's Music in You" (Godmother, Company) | 22. "There's Music in You" (Marie) |
| 35. Bows                                                                              | 25. Curtain Call & | 29. Bows (Company) |
| 36. Exit Music                                                                        | Exit Music | 30. Exit Music |